# Kandidapepsin
Kandidapepsin (EC 3.4.23.24, Candida albicans aspartinska proteinaza, Candida albicans karboksilna proteinaza, Candida albicans sekretorna kiselinska proteinaza, Candida olea kiselinska proteinaza,  aspartinska proteinaza,  aspartinska proteinaza,  aspartinsk proteinaza) je enzim. Ovaj enzim katalizuje sledeću hemijsku reakciju
Preferentno razlaganje na karboksilnim ili hidrofobnim aminokiselinama. Ne dolazi do razlaganja  i  lanaca insulina B. Dolazi do aktivacije tripsinogena, i degradacije keratina
Ova endopeptidaza je prisutna u gljivi Candida albicans.

## Literatura
- Nicholas C. Price; Lewis Stevens (1999). Fundamentals of Enzymology: The Cell and Molecular Biology of Catalytic Proteins (Third изд.). USA: Oxford University Press. ISBN 019850229X.
- Eric J. Toone (2006). Advances in Enzymology and Related Areas of Molecular Biology, Protein Evolution (Volume 75 изд.). Wiley-Interscience. ISBN 0471205036.
- Branden C; Tooze J. Introduction to Protein Structure. New York, NY: Garland Publishing. ISBN 0-8153-2305-0.
- Irwin H. Segel. Enzyme Kinetics: Behavior and Analysis of Rapid Equilibrium and Steady-State Enzyme Systems (Book 44 изд.). Wiley Classics Library. ISBN 0471303097.

## Spoljašnje veze
- Candidapepsin на 